# Баноњ Рекувранс
Баноњ Рекувранс (фр. Banogne-Recouvrance) насеље је и општина у североисточној Француској у региону Шампања-Ардени, у департману Ардени која припада префектури Ретел.
По подацима из 2011. године у општини је живело 164 становника, а густина насељености је износила 8,63 становника/km². Општина се простире на површини од 19,01 km². Налази се на средњој надморској висини од 136 метара.

## Демографија
| 1962. | 1968. | 1975. | 1982. | 1990. | 1999. | 2011. |
| ----- | ----- | ----- | ----- | ----- | ----- | ----- |
| 167   | 216   | 194   | 166   | 128   | 139   | 164   |

График промене броја становника у току последњих година